# Albrecht Delling
Albrecht Delling (* 21. Mai 1922 in Berlin; † 24. September 2012 ebenda) war ein deutscher Theaterintendant und Schauspieler.

## Leben
In den Jahren von 1954 bis 1959 war Delling Intendant am Theater Nordhausen und etablierte dort das Ballett. In den Jahren 1955 bis 1958 war er 1. Kreisvorsitzender des Kulturbundes zur demokratischen Erneuerung Deutschlands in Nordhausen. Von 1959 bis 1964 war er Intendant am Theater Erfurt und in den Jahren von 1977 bis 1987 Intendant des Puppentheaters Berlin in der Greifswalder Straße.
Als Schauspieler war er in der DDR in zahlreichen Filmen und Fernsehserien in Nebenrollen zu sehen, unter anderem in Die gläserne Fackel, Gewissen in Aufruhr und Rheinsberg. Auch nach der Wende stand er noch vor der Kamera, u. a. 1995 in der Edgar-Wallace-Verfilmung Der Blinde und 1997 in der TV-Serie Wilde Zeiten. Seine Filmografie endet im Jahr 2010 mit dem Kurzfilm Mein Sascha.

## Filmografie
- 1961: Gewissen in Aufruhr
- 1964: Als Martin vierzehn war
- 1965: Solange Leben in mir ist
- 1985: Das zweite Leben des Dr. Gundlach
- 1987: Die erste Reihe (Fernsehfilm)
- 1987: Sidonies Bilder
- 1988: Mit Leib und Seele
- 1989: Die gläserne Fackel
- 1990: Rheinsberg
- 1990: Der kleine Herr Friedemann
- 1996: Der Blinde
- 1997: Wilde Zeiten
- 2010: Mein Sascha